# Sominassé
Sominassé  è una città e sottoprefettura della Costa d'Avorio appartenente al dipartimento di Nassian. Conta una popolazione di 6 326 abitanti (censimento 2014).